# سعید الزهرانی
سعید الزهرانی (انگلیسی: Saeed Al-Zahrani؛ زادهٔ ۲۳ ژوئیهٔ ۱۹۹۲) یک ورزشکار اهل عربستان سعودی است.
از باشگاه‌هایی که در آن بازی کرده‌است می‌توان به باشگاه فوتبال الوحده عربستان سعودی اشاره کرد.